# Трикратський ліс

Трикратський ліс, річка Арбузинка

Трикратський ліс, урочище «Лабіринт»

Трикра́тський ліс — державні заповідні урочища у Вознесенському районі Миколаївської області, біля села Трикрати і впадіння Арбузинки у Мертвовод. 
Трикратський ліс охоплює 2 заповідні урочища: «Лабіринт» (247 га) і «Василева Пасіка» (252 га). Крізь Трикратський ліс (заповідне урочище «Лабіринт») протікає річка Арбузинка. 
Трикратський ліс був насаджений патріархом степового лісорозведення графом В. П. Скаржинським у першій половині XIX ст. поблизу маєтку графа в околицях с. Трикрати. На початку урочище було парком з численними стежками і містками через рукави річки, за що ця частина була названа Лабіринтом. Посередині урочища лежить багате рибою озеро, в урочищі водяться вивірки. 
Найцінніше надбання урочища — 120—200-літні дуби, кількість понад 350 дерев. У «Мироновому садку» — єдина колонія сірих чапель на Миколаївщині. 
Поблизу Трикратського лісу розташований Актівський каньйон. 
Заповідне урочище «Лабіринт» посідає давню заплаву та високий корінний берег р. Арбузинка неподалік від її злиття з річкою Мертвовод. Тут на площі 147 гектарів зібрано велику кількість дивовижних дерев і кущів, які злагоджено поєднуються з природними лісовими й лучними ділянками, гранітними відслоненнями, запрудами, каналами і містками. Все це нагадує славнозвісний дендропарк «Софіївка» в місті Умань. 
Заповідне урочище «Василева Пасіка» розкинулось вздовж глибокої балки на схід і північний схід від села Трикрати на площі 252 гектари. По берегах невеликого струмка, серед вікових насаджень та заростей чагарників, часто трапляються мальовничі нагромадження скель з неповторною гранітною флорою. На узліссях збереглись залишки цілинного степу.

## Посилання

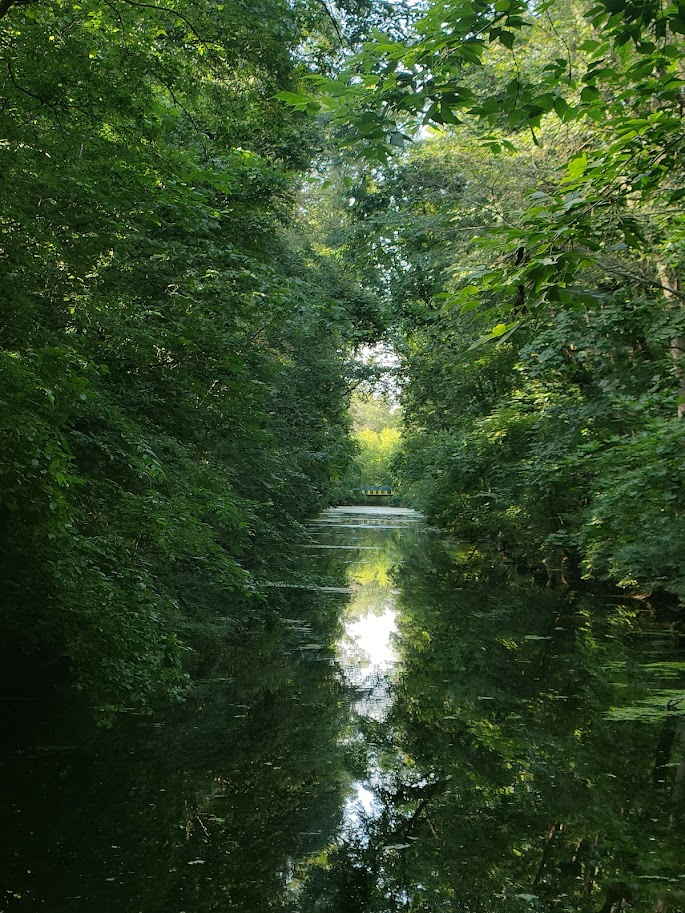

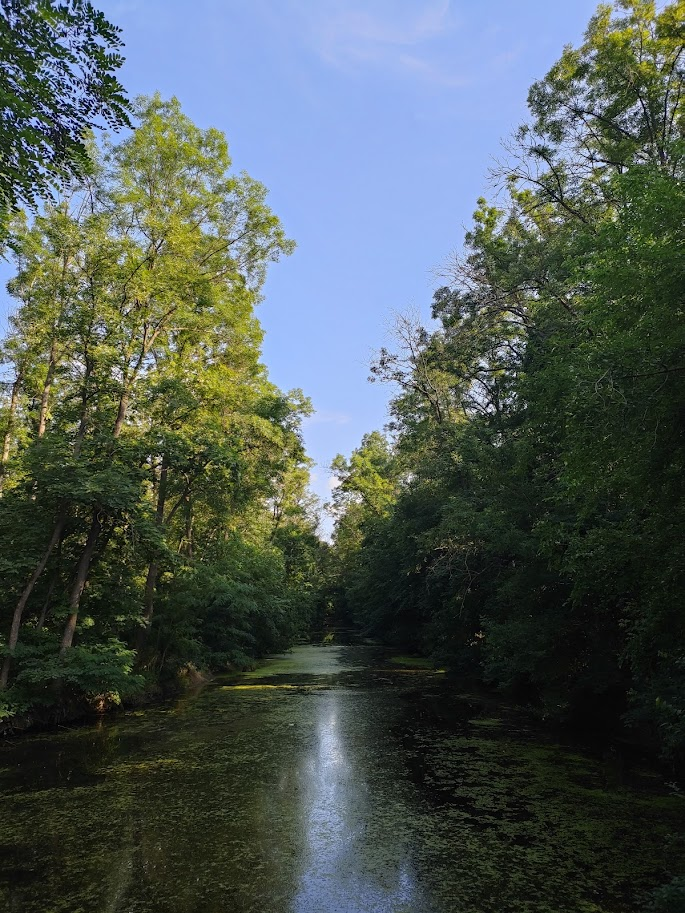